# Fraioli
Fraioli è una frazione del comune di Rocca d'Arce, in provincia di Frosinone.

## Geografia fisica
Posta a 344 metri sopra il livello del mare, Fraioli è situata nella Valle del Liri, alle spalle di Rocca d'Arce.
Confina con Arce, Santopadre, Colfelice, Roccasecca.

## Storia
La sua origine si suppone risalga all'Antica Roma e il suo nome probabilmente deriva dalla sua posizione, quale antica via di transito romana posta tra due colline ricche di ulivi da cui FRA gli OLI.